# Alexander Wilson (astronom)
Alexander Wilson, född 1714 i Saint Andrews, död 18 oktober 1786 i Glasgow, var en skotsk astronom. 
Wilson var ursprungligen farmaceut, men blev 1760 professor i praktisk astronomi i Glasgow. Han var grundande ledamot av Royal Society of Edinburgh. Han har givit namn åt den så kallade Wilsoneffekten.